# 糶糴村
22°34′45″N 120°31′43″E / 22.5790436°N 120.5287363°E
糶糴村（臺灣客家話南四縣腔：tiau tag cunˊ），位於台灣屏東縣竹田鄉南部，「糶糴」二字係客語及臺語舊時用語，「糶」賣出米，「糴」買入米，隨著國語的普及，現今客語及臺語普遍使用賣米和買米代替糶米和糴米。用「糶糴」當村名，頗為罕見，為普遍不使用之生僻字，故在網路上小有名氣，與火燒店、小腳腿、大腳腿和芝芭里共稱「台灣怪地名」。

## 命名和歷史
命名由來可追溯至清朝乾隆年間，為客家先祖最早於現今竹田鄉所開發的村落。當時作為客家人民之米倉，也是六堆地區米穀雜糧買賣聚集地，利用龍頸溪的水路運輸，連接東港溪至東港接駁大船至中國大陸唐山地區，因此於糶糴村建立河港（現今達達港遺址），並以「買賣米穀」為村莊名稱（「糶」：意賣穀，「糴」：意買穀），並沿用至今。其中達達港舊遺址現為水閘門。在溪邊矗立以紅磚造的古樸「敬字亭」，專為焚化字紙的亭爐，顯示客家人「晴耕雨讀」深具崇儒敬聖的精神。

## 地理
三和路上之昌安橋（龍頸溪）以北部為達達庄，南部為崙子。全村位於屏東平原。村莊北部為履豐村，以東為竹田村，以西為大湖村，以東南為竹南村，以西南為泗洲村。

## 文化、設施與景點
- 糶糴村通明宮 地理資訊科技研究中心-糶糴通明宮 （页面存档备份，存于）

### 文化資產

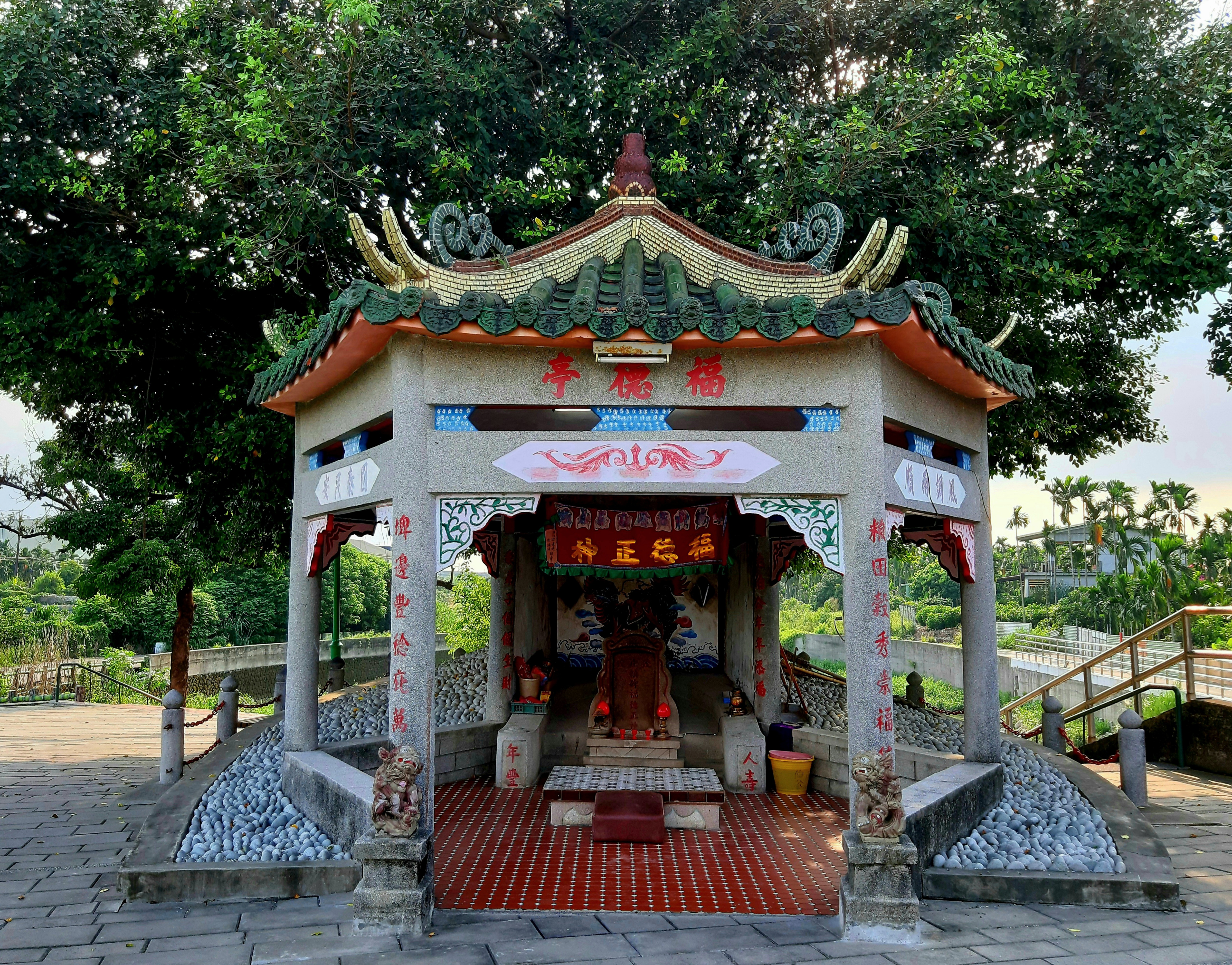
舊達達港糶糴村糧埤伯公中的福德亭

- 糶糴村敬字亭（屏東縣歷史建築）[7]
- 舊達達港糶糴村糧埤伯公中的福德亭舊達達港糶糴村糧埤伯公（屏東縣歷史建築）[8]

### 垃圾車運點
- 糶糴村豐興路永興路口（T91120002路線第51號清運序）
- 糶糴村永興路2號、土地公廟前（T91120002路線第52號清運序）
- 糶糴村陳火生屋前路口（T91120002路線第53號清運序）
- 糶糴村崙上通明宮（T91120002路線第54號清運序）
- 糶糴村通明宮後橋迴轉（T91120002路線第55號清運序）
- 糶糴村三程路劉屋前路口（T91120002路線第56號清運序）
- 糶糴村昌安橋（T91120002路線第57號清運序）
- 糶糴村南進路廢棄養豬場(T91120002路線第58號清運序）
- 糶糴村村辦公處前（T91120002路線第60號清運序）
- 糶糴村南進路陳樹禎屋前（T91120002路線第62號清運序）[9]

### 社區營造
糶糴村於1972年成立糶糴社區理事會，當時由社區推選地方賢達擔任理事，掌管社區事務，並於振福路建造單層集會所，永興路建有活動中心。於1980年取得永久性之生產建設基金伍拾萬元，及至1983年振福通明宮改建，地面一層成立糶糴村長壽俱樂部。1993年3月10日獲淮立案成立人民團體為糶糴社區發展協會。

### 現狀
糶糴村人口外移、老化嚴重，還曾有全年沒有新生兒的情形。故在客委會經費與縣府支持下，地方相當期待糶糴村未來將能串連周邊景點，讓糶糴達達港遺址與歷史建築風華重現。屏東縣客務處指出，糶糴達達港水環境工程有向客委會爭取經費，總計以一千六百三十萬元改造達達港親水空間於2018年1月19日開工（全名「竹田鄉糶糴村達達港水岸環境場域工程案」），並已於2018年10月25日完工、開放。

## 交通
糶糴村多為鄉村地，故少有公共運輸抵達此。

### 道路
- 永興路
- 三和路
- 三民路
- 振福路
- 南進路
- 國道三號竹田系統交流道
- 台88線竹田系統交流道段
- 鄉道屏81-2線
- 鄉道屏82線
- 鄉道屏83線

### 河運
- 龍頸溪
- 東港溪
- 達達港（已廢棄成為遺址）

### 鐵路
- 台鐵 竹田車站-潮州車站 段鐵路

### 公車
- 屏東客運 高齡樂智路線 517 竹田接駁線 糶糴村通明宮站[14]

### 腳踏車道
- 竹田自行車道 糶糴村路段（屏81-2線-永興路-三和路-三民路）

## 資料來源和腳註
1. ↑  . TVBS. 2017-07-11  [2020-03-22]. （原始内容存档于2020-03-24）.
2. ↑  . 三立新聞. 2017-07-11  [2020-03-22].
3. ↑  . LINE TODAY. 2017年7月11日  [2020-03-22]. （原始内容存档于2020-03-24）.
4. ↑  . 三立新聞. 2018-04-11  [2020-03-22].
5. ↑  . 華視新聞. 2017-07-12  [2020-03-22]. （原始内容存档于2020-03-24）.
6. ↑  . 中華民國交通部觀光局.   [2020-03-22]. （原始内容存档于2020-03-24）.
7. ↑  . 國家文化資產網.   [2022-01-16]. （原始内容存档于2022-01-16） （中文（臺灣））.
8. ↑  . 國家文化資產網.   [2022-01-16]. （原始内容存档于2017-10-08） （中文（臺灣））.
9. ↑  . 行政院環保署.   [2020-03-22].[]
10. ↑  . 中華民國文化部.   [2020-03-22]. （原始内容存档于2021-06-28）.
11. ↑  . 中央通訊社. 2018-01-19  [2020-03-22]. （原始内容存档于2020-03-24）.
12. ↑  . 中時電子報. 2018-10-25  [2020-03-22].
13. ↑  . 自由時報. 2017-07-12  [2020-03-22]. （原始内容存档于2020-03-24）.
14. ↑  .   [2020-03-22]. （原始内容存档于2020-03-24）.

## 外部連結
1. （页面存档备份，存于）旅行圖中-糶糴村
2. （页面存档备份，存于）你會唸嗎? "糶糴村"考倒眾人
3. （页面存档备份，存于）糶糴家鄉情
4. （页面存档备份，存于）《竹田糶糴村》客家新聞雜誌第583集
5. （页面存档备份，存于）竹田達達港水岸工程開工 再現歷史風華【客家新聞20180119】
6. （页面存档备份，存于）竹田糶糴村歷史豐富擁86年客家敬字亭
7. 屏東縣竹田鄉公所觀光景點介紹-糶糴村 （页面存档备份，存于）
8. 《達達港水岸完工啟用》屏東竹田糶糴村敬字亭 村民：白底藍字不吉 （页面存档备份，存于）
9. 竹田鄉「達達港」水岸工程開工 在地人盼成另一個愛河
10. 水岸環境新景點　竹田糶糴村達達港場域開工 （页面存档备份，存于）